# 1968 en Grèce
Chronologie de la Grèce
- 1964
- 1965
- 1966
- 1967
- 1968
- 1969
- 1970
- 1971
- 1972

Cette page concerne les évènements survenus en 1968 en Grèce  :

## Évènements
- 1967-1969 : Plaintes contre la Grèce dans l'Affaire grecque.
- Dictature des colonels (1967-1974)
- mai : Nouvelle Constitution mise en place par la dictature.
- 16-22 septembre : Festival du cinéma grec
- 15 novembre : Référendum grec sur la Constitution (en)
- 26 décembre : Attaque du vol El Al 253 à Athènes.

## Sortie de film
- Le Canon et le Rossignol
- Devant le gibet
- L'Émission
- Lettre ouverte
- Les Pâtres du désordre (Sorti en France, en 1968 - Interdit en Grèce par la dictature, le film sort en Grèce en 1974)
- Sirènes et mauvais garçons

## Sport
- Coupe de Grèce de football (1967-1968) (en)
- Coupe de Grèce de football (1968-1969) (en)
- Championnat de Grèce de football 1967-1968
- Championnat de Grèce de football 1968-1969
- Participation de la Grèce aux Jeux olympiques d'hiver à Grenoble.

Création (sport)
- Achilleas Neokaisareia F.C. (en)
- AO Sellana F.C. (en)
- AOK Kerkyra
- APOK Velouchi F.C. (en)
- AS Rhodes
- Kronos Argyrades F.C. (en)
- Stade Stavros Mavrothalassitis (en) (Aigáleo)
- Tour de Grèce (cyclisme)
- Tsiklitiras Pylos F.C. (en)

## Création
- Tournoi international d'échecs Acropolis (en)
- Jeunesse communiste grecque (en)
- Kioleides (en)
- Vivartia (en)

## Naissance
- Ilchán Achmét, personnalité politique.
- Efthýmis Bakatsiás, basketteur.
- Níki Bakoyiánni, spécialiste du saut en hauteur.
- Máximos Charakópoulos, personnalité politique.
- Chrístos Chryssópoulos, romancier, essayiste et traducteur.
- Leftéris Kakioúsis, basketteur.
- Níkos Kaklamanákis, champion olympique de planche à voile.
- Nikólaos Mavragánis, personnalité politique.
- Mýron Michaïlídis, chef d'orchestre.
- Kyriákos Mitsotákis, Premier ministre.
- Élena Panaríti, économiste et personnalité politique.
- Chouseïn Zeïmpék, personnalité politique.
- Ilchán Achmét, personnalité politique.

## Décès
- Chrysostome II d'Athènes, primat de l'Église grecque orthodoxe.
- Ángelos Fétsis, militaire, enseignant et athlète.
- Emmanouíl Mántakas, dirigeant de la résistance et personnalité politique.
- Geórgios Papandréou, Premier ministre.
- Panagiotis Poulitsas, juge, archéologue, président du Conseil d'État et Premier ministre.
- Ilias Tsirimokos, Premier ministre.